# Divinity (Altaria)
Divinity è il secondo album in studio del gruppo musicale finlandese Altaria, pubblicato il 24 maggio 2004.

## Tracce
1. Unchain the Rain – 3:43
2. Will to Live – 3:57
3. Prophet of Pestilence – 3:41
4. Darkened Highlight – 3:44
5. Discovery – 3:53
6. Falling Again – 4:14
7. Divine – 4:04
8. Haven – 3:41
9. Try to Remember – 3:39
10. Stain on the Switchblade – 3:28
11. Enemy – 4:16
12. Final Warning – 4:08

## Formazione
- Tony Smedjebacka - batteria
- Marko Pukkila - basso
- Jani Liimatainen - chitarra, tastiere
- Taage Laiho - voce